# 北海道道960号宝水岩見沢線
北海道道960号宝水岩見沢線（ほっかいどうどう960ごう ほうすいいわみざわせん）は、北海道岩見沢市内を結ぶ一般道道（北海道道）である。

## 概要

### 路線データ
- 起点：北海道岩見沢市宝水町（北海道道30号三笠栗山線交点）
- 終点：北海道岩見沢市日の出町（国道12号交点）
- 路線延長：3.9 km（総延長）

## 歴史
- 1978年（昭和53年）5月6日 路線認定[1]。

## 地理

### 通過する自治体
- 空知総合振興局
  - 岩見沢市

### 交差する道路
岩見沢市
- 北海道道30号三笠栗山線 - 宝水町（起点）
- 国道12号 - 日の出町（終点）